# Huzar
Бронированный патрульный автомобиль «Гусар» (пол. Huzar) — прототип польского бронированного автомобиля. Конструкция основана на шасси автомобиля Land Rover Defender 130 Td5. Предлагалось, так как автомобиль бронированный, что он мог занять место между военными польскими автомобилями Honker и KTO Rosomak.
Усиленный кузов был создан в компании AMZ-Kutno, а шасси в версии 6x6 было разработано в компания TEAM, город Вроцлав.
Прототип был подвергнут испытаниям на полигоне, которые прошли успешно. Испытания проводил Военный институт танковой и автомобильной техники. Тем не менее, автомобиль не вышел в серийное производство.